# Jean-Marc Bideau
Jean-Marc Bideau (Quimperlé, 8 aprile 1984) è un ex ciclista su strada francese, attivo dal 2007 al 2016.

## Palmarès

### Strada
- 2007 (Unibet.com, due vittorie)

GP Affligem
3ª tappa Arden Challenge
- 2008 (Roubaix, una vittoria)

2ª tappa Circuit des Plages Vendéennes (La Mothe-Achard > La Mothe-Achard)
- 2009 (Bretagne-Schuller, una vittoria)

3ª tappa Kreiz Breizh Elites (Plouguernével > Ploërdut)
- 2011 (Bretagne-Schuller, una vittoria)

4ª tappa Tour de Normandie (Elbeuf > Flers)
- 2012 (Bretagne-Schuller, due vittorie)

Parigi-Troyes
6ª tappa Tour de Normandie (Domfront > Villers-Bocage)
- 2013 (Bretagne-Séché Environnement, una vittoria)

Parigi-Troyes

#### Altri successi
- 2009 (Bretagne-Schuller)

GP Souvenir Jean Floc'h
- 2011 (Bretagne-Schuller)

Prologo Tour Alsace (Sausheim, cronosquadre)

## Piazzamenti

### Grandi Giri
- Tour de France

2014: 115º